# A Fallen Star (film, 1917)
Pour les articles homonymes, voir A Fallen Star.
A Fallen Star est un film américain réalisé par Harry McCoy, sorti en 1917.

## Fiche technique
- Titre original : A Fallen Star
- Réalisation : Harry McCoy
- Photographie : Charles R. Seeling
- Production : Mack Sennett
- Société de production : Keystone
- Société de distribution : Keystone
- Pays d’origine :  États-Unis
- Langue originale : anglais
- Format : noir et blanc — 35 mm — 1,37:1 — Film muet
- Genre : Comédie
- Durée : une bobine (300 m)
- Date de sortie :
  - États-Unis : 2 septembre 1917

## Distribution
- Harry McCoy
- Frederick Bertrand
- Gladys Tennyson
- A. Edward Sutherland